# Elayavoor
Elayavoor é uma vila no distrito de Kannur, no estado indiano de Kerala. O local é um importante santuário de aves.

## Demografia
Segundo o censo de 2001, Elayavoor tinha uma população de 31 545 habitantes. Os indivíduos do sexo masculino constituem 47% da população e os do sexo feminino 53%. Elayavoor tem uma taxa de literacia de 86%, superior à média nacional de 59,5%: a literacia no sexo masculino é de 87% e no sexo feminino é de 85%. Em Elayavoor, 10% da população está abaixo dos 6 anos de idade.